# Trogonophidae
Trogonophidae este o familie de șopârle.
}}